# Guy Drut
Guy Drut (Oignies, 6 december 1950) is een voormalige Franse atleet en politicus. Als atleet was hij gespecialiseerd in het hordelopen. Hij werd olympisch kampioen, meervoudig Europees en meervoudig Frans kampioen in deze discipline. Ook nam hij tweemaal deel aan de Olympische Spelen en won hierbij in totaal twee medailles. Naast het hordelopen blonk hij bovendien uit in het polsstokhoogspringen, getuige zijn Franse indoortitel die hij op dit onderdeel veroverde.

## Biografie

### Atletiek
In de jaren zeventig behoorde Drut tot de wereldtop van het hordelopen. Op de Olympische Spelen van 1972 in München veroverde hij een zilveren medaille op de 110 m horden. Met een tijd van 13,34 s eindigde hij achter de Amerikaan Rodney Milburn, die in 13,24 over de streep kwam. Op de Europese kampioenschappen van 1974 en de Spelen van 1976 won hij een gouden medaille in respectievelijk 13,30 en 13,40.
Vanaf 1996 is hij lid van het IOC. In zijn actieve tijd was hij aangesloten bij Étoile Oignies / Stade Français.

### Politiek
Na zijn sportieve loopbaan ging Guy Drut in de politiek. Hij was minister van jeugdzaken en sport in het conservatieve kabinet van Alain Juppé (1995-1997). In de jaren negentig kreeg Guy Drut een gevangenisstraf van vijftien maanden, omdat hij een prominente rol had gespeeld in een schandaal, waarbij de partij van de Franse president Jacques Chirac geld van aannemers kreeg in ruil voor opdrachten. Deze veroordeling werd in 2006 door Chirac ongedaan gemaakt met behulp van een wet uit 2002, waarbij mensen met "uitzonderlijke verdiensten in de sport" in bescherming genomen kunnen worden. Deze beslissing werd als controversieel beschouwd, onder meer door de meerderheid van het parlement. Het IOC bepaalde dat hij vijf jaar lang geen commissies mocht voorzitten.

## Titels
- Olympisch kampioen 110 m horden - 1976
- Europees kampioen 110 m horden - 1974
- Europees kampioen 50 m horden - 1972
- Frans kampioen 110 m horden - 1970, 1971, 1972, 1973, 1975, 1976, 1980
- Frans indoorkampioen 60 m horden - 1973, 1974, 1975, 1981
- Frans indoorkampioen polsstokhoogspringen - 1974

## Persoonlijk record
| Onderdeel    | Prestatie           | Jaar |
| ------------ | ------------------- | ---- |
| 110 m horden | 13,0 (ex-nat. rec.) | 1975 |

## Palmares

### 50 m horden
- 1971:  EK indoor - 6,54 s
- 1972:  EK indoor - 6,51 s

### 60 m horden
- 1970:  EK indoor - 7,8 s
- 1973:  Franse indoorkamp. - 7,5 s
- 1974:  Franse indoorkamp. - 7,5 s
- 1975:  Franse indoorkamp. - 7,70 s

### 110 m horden
- 1970:  Franse kamp. - 13,6 s
- 1970:  Europacup - 13,7 s
- 1971:  Franse kamp. - 13,7 s
- 1971:  Middellandse Zeespelen - 13,7 s
- 1972:  Franse kamp. - 13,5 s
- 1972:  OS - 13,34 s
- 1973:  Franse kamp. - 13,7 s
- 1973:  Europacup - 13,70 s
- 1974:  EK - 13,40 s
- 1975:  Franse kamp. - 13,28 s
- 1975:  Europacup - 13,57 s
- 1976:  Franse kamp. - 13,54 s
- 1976:  OS - 13,30 s
- 1980:  Franse kamp. - 13,94 s

### polsstokhoogspringen
- 1974:  Franse indoorkamp. - 5,00 m

1896: Tom Curtis ·
1900: Alvin Kraenzlein ·
1904: Frederick Schule ·
1908: Forrest Smithson ·
1912: Fred Kelly ·
1920: Earl Thomson ·
1924: Daniel Kinsey ·
1928: Sydney Atkinson ·
1932: George Saling ·
1936: Forrest Towns ·
1948: William Porter ·
1952: Harrison Dillard ·
1956: Lee Calhoun ·
1960: Lee Calhoun ·
1964: Hayes Jones ·
1968: Willie Davenport ·
1972: Rod Milburn ·
1976: Guy Drut ·
1980: Thomas Munkelt ·
1984: Roger Kingdom ·
1988: Roger Kingdom ·
1992: Mark McKoy ·
1996: Allen Johnson ·
2000: Anier García ·
2004: Liu Xiang ·
2008: Dayron Robles ·
2012: Aries Merritt ·
2016: Omar McLeod ·
2020: Hansle Parchment ·
2024: Grant Holloway
- Bibliothèque nationale de France: cb119006773 (data)
- Gemeinsame Normdatei: 121090981
- World Athletics: 14347485
- International Standard Name Identifier: 0000 0000 6642 3170
- Library of Congress Control Number: n88607880
- Nationale Bibliotheek van Israël: 987007447508005171
- Système universitaire de documentation: 026838117
- Virtual International Authority File: 91767641
- WorldCat: E39PBJjMCTgHP74v7W3T4B4Qbd